# فتيت (بسكويت)
قرص فتيت، أقراص مدورة من الدقيق الأسمر تشتهر بها منطقة نجد في المملكة العربية السعودية. وهي النوع الآخر من “الكليجا” غير أن الكليجا أصغر حجمًا، وأثخن سمكًا، وطعمها أشد حلاوة من الفتيت. يُعد الفتيت صناعة وطنية في السعودية كونه يُصنع في المنازل. سمي بقرص الفتيت، نسبة إلى صفته بعد إعداده، وهشاشته وسرعة تفتّته.

## طريقته
أقراص مدورة تعجن من دقيق القمح، يضاف لها بعض أنواع البهارات، وتلوّن باللون الأحمر أو الأصفر (الخفيف)، ثم تخبز في التنور.

## روابط خارجية
الفتيت القصيمي - موسوعة الطبخ